# Дамас, Шарль-Сезар де
Жозе́ф-Франсуа́-Луи́-Шарль-Сеза́р граф д’Отиньи́ ге́рцог де Дама́с, иначе Шарль Сеза́р де Дама́с (фр. Joseph-François-Louis-Charles-César, comte de Damas d’Autigny, duc de Damas; 1758 — 1829) — французский генерал-роялист, участник войн против Наполеона.

## Биография
Сын маркиза Дамас д’Онтиньи, родился в Париже 25 октября 1758 года. На тринадцатом году жизни он вступил в военную службу в пехотный полк и во время кампании в Америке был адъютантом графа Рошамбо.
C 1788 года, будучи полковником, командовал драгунским полком Дофина. В 1791 году на него было возложено важное поручение сопровождать с драгунским полком королевскую фамилию при её путешествии в Варенн. На пути, когда его драгуны явили неповиновение, он совершенно потерял присутствие духа; оставив полк, с немногочисленными спутниками отправился вслед за королём и присоединился к нему в Варенне. Оттуда он был перевезён в Париж и, обвинённый Учредительным собранием, предан Верховному суду. Амнистия, последовавшая по случаю принятия Людовиком XVI конституции, даровала графу Дамасу свободу.
После того он вступил в войско роялистов-эмигрантов капитаном гвардии, в 1792 году был при экспедиции в Шампань, потом в Италию; в октябре 1796 года сделан генерал-майором, а во время экспедиции в Киберон, на пути в Англию, был выброшен бурей на берег у Кале, где попал в руки республиканцев.
После многих бедствий, в 1797 году, он сумел бежать из Франции и снова присоединиться к роялистам. Там он командовал легионом Мирабо и был в корпусе Конде до роспуска его в 1801 году. Вернувшись во Францию, Дамас проживал как частное лицо и не принимал участие ни в какой политической и государственной жизни Франции.
Людовик XVIII по восшествии на престол сделал его пэром Франции, генерал-лейтенантом и командиром лёгкой кавалерии. При возвращении Наполеона с острова Эльбы в 1815 году Дамас сопровождал французских принцев в Бельгию.
В 1824 году, командуя Дижонской дивизией, Дамас был сделан первым камергером, и, наконец, в 1827 году получил титул герцога.
Умер в Париже 15 марта 1829 года.

## Семья
Его брат, Роже де Дамас, также сражался на стороне роялистов и впоследствии был губернатором Лиона.
Дочь Аделаида Луиза «Зефирина» Дамас д’Антиньи (1784—1838), вышедшая замуж первым браком в 1802 году за Шарля Эльзеара Франсуа де Воге (1781—1807), а вторым — в 1813 году за Сезара Лорана, графа де Шастелю (1780—1854).